# Antony and the Johnsons
Antony and the Johnsons – nowojorska grupa muzyczna. Jej główną postacią jest piosenkarka Anohni.

## Kariera
Jednym z aspektów, które przedstawia muzyka grupy, jest transgenderyczne życie. Anohni jest transpłciową kobietą. Temat ten jest przedstawiany w takich piosenkach jak For Today I Am A Boy z albumu I Am a bird now, jej tekst traktuje o chłopcu, który marzy o dorośnięciu i staniu się piękną kobietą.
Demo Anohni usłyszał David Tibet z Current 93 i zaoferował włączenie jej muzyki do swojego wydawnictwa Durtro. W 1998 wydany został debiutancki album – Antony and the Johnsons. W 2001 wydali krótką EP I Fell in Love with a Dead Boy.
Producent Hal Willner usłyszał EP i przedstawił nagranie Lou Reedowi, który zatrudnił Anohni przy projekcie The Raven. Wtedy zdobywając większą uwagę wydał w amerykańskiej wytwórni Secretly Candian kolejną EP The Lake z gościnnym występem Lou Reeda. Secretly Canadian wydała również w 2004 reedycję debiutanckiego albumu.
Drugi pełny album zespół, I Am a Bird Now, został wydany w 2005 i zwrócił uwagę krytyków i szerszej grupy odbiorców. Album zdobył nagrodę Mercury Music Prize za najlepszy album 2005.
Zespół jest przedstawiana jako część ruchu New Weird America.
Zespół występował w Polsce na Międzynarodowym Festiwalu Teatralnym „Malta” 2006 w Poznaniu i na XXVIII Przeglądzie Piosenki Aktorskiej (marzec 2007) we Wrocławiu. 29 kwietnia 2009 roku Antony and the Johnsons wystąpili w Teatrze Wielkim w Warszawie w ramach promocji nowego albumu The Crying Light.

## Dyskografia

### Albumy
| 2000                           | Antony and the Johnsons - Data: 1998 - Wydawca: Durtro                 | 118 | —  | —  | 59 | —   |                                    |
| 2005                           | I Am a Bird Now - Data: 1 lutego 2005 - Wydawca: Secretly Canadian     | 16  | 69 | 38 | 22 | —   | - UK: Gold - NOR: Gold - SWE: Gold |
| 2009                           | The Crying Light - Data: 19 stycznia 2009 - Wydawca: Secretly Canadian | 18  | 33 | 3  | 2  | 65  |                                    |
| 2010                           | Swanlights - Data: 12 października 2010 - Wydawca: Secretly Canadian   | 28  | 87 | 20 | 9  | 122 |                                    |
| 2012                           | Cut the World - Data: 7 sierpnia 2012 - Wydawca: Rough Trade Records   | 41  | —  | 31 | 28 | —   |                                    |
| „–” pozycja nie była notowana. |                                                                        |     |    |    |    |     |                                    |

Albumy na żywo (live)
- 2003: Live at St. Olave's (Durtro)
- 2012: Cut the World (Rough Trade)

### EP i single
- I Fell In Love With A Dead Boy (Durtro, styczeń 2001; wydana ponownie przez Rebis Music, 2006)
- Calling For Vanished Faces/Virgin Mary 7” (Durtro, maj 2003) (podwójny singel z Current 93; limitowany do 500 kopii)
- The Lake (Secretly Canadian, listopad 2004)
- Hope There’s Someone (Secretly Canadian, czerwiec 2004) #44 UK (notowanie w 2005)
- You Are My Sister (Rough Trade, listopad 2005) #39 UK

## Występy
- „The Snow Abides” mini-album Michaela Cashmore'a
- „Hope There’s Someone” on Torchwood (2006)
- „Nighttime and Morning” na albumie Metallic Falcons Desert Doughnuts (2006)
- „Semen Song for James Bidgood” na albumie Matmos The Rose Has Teeth In The Mouth Of The Beast (2006)
- Teenage Cancer Trust, Royal Albert Hall, 28 marca 2006
- Piosenka „Bird Gerhl” grana przez szafę grającą podczas tańca Evey i V w filmie V jak vendetta (2006)
- udział w piosence „Beautiful Boyz” na albumie CocoRosie Noah's Ark (2005)
- Live at St Olaves (PanDurtro, 2003) podwójne EP z Current 93
- Calling for vanished faces 1/Virgin Mary (PanDurtro, 2003) 7” singel z Current 93 limiitowany do 500 kopii
- „I Fell in Love with a Dead Boy” w filmie Sébastiena Lifshitza „Wild Side” (2004)
- „Candy Says” na albumie Lou Reeda Animal Serenade (2004)
- „Perfect Day” na albumie Lou Reeda The Raven (2003)
- „Old Whore's Diet” na albumie Rufusa Wainwrighta Want Two
- „Happy Xmas (War is over)” z Boyem George’em na albumie War Child Help: a Day in the Life (2005)
- „If It Be Your Will” w filmie dokumentalnym Leonard Cohen: I’m Your Man
- „I Defy” z Joan as Policewoman na jej albumie Real Life
- „Idumea” i „The Beautiful Dancing Dust” na albumie Current 93 Black Ships Ate the Sky (2006)
- „Lowlands Low” z Bryan Ferry na Rogue's Gallery: Pirate Ballads, Sea Songs, and Chanteys (2006)
- W filmie Animal Factory (2002) jako Antony Johnson
- „The Dull Flame of Desire” i „My Juvenile” na albumie Volta Björk z 2007 r.
- „I'm Going Away” z Yoko Ono Plastic Ono Band podczas The Royal Festival Hall (2009)

## Nagrody i nominacje
- Mercury Music Prize – zwycięzca
- The Brit Awards – najlepszy Brytyjczyk – nominacja